# Rinaldo Ridello
Rinaldo Ridello (fl. XI secolo) è stato un signore normanno della seconda metà dell'XI secolo, duca di Gaeta dal 1084 (o 1086) fino alla sua morte.

## Biografia
Rinaldo è figlio e successore di Goffredo Ridello, duca di Gaeta.
A una data sconosciuta, sposa la figlia del principe di Capua, Giordano I, ma questo matrimonio sarà annullato da papa Urbano II nel 1088.
Dopo la morte di Sichelgaita di Salerno, duchessa di Puglia e Calabria (aprile 1090), e quella del principe di Capua (novembre 1090), si apre un periodo di disordini nel sud Italia. Già nel gennaio 1091, Rinaldo ne approfitta per attaccare Montecassino. Secondo Pietro Diacono, è costretto dal conte di Aquino a restituire a Capua ciò che aveva sottratto, forse su intervento di papa Urbano II che risiede allora in quella città. Poco dopo, viene cacciato da Gaeta a causa di una rivolta e deve rifugiarsi nel suo castello di Pontecorvo: gli abitanti di Gaeta scelgono quindi un nuovo duca, un certo Landolfo.
Rinaldo muore nel 1091 o poco dopo. Lascia un giovane figlio, Gualgano, che non governerà mai il ducato di Gaeta.